# バウンドテニス
バウンドテニスは、ラケットボールを基に日本で考案された、テニスに似たニュースポーツである。

## 概要
1980年に、レスリング選手の笹原正三によって考案された。「バウンド」とは、「弾む（バウンド）」と「限られたスペース（バウンダリー）」に由来している。
テニスコートの約1/6のコートで行うため、場所をとらない利点があり、体育館やコミュニティーセンターなどで行える。

## コート・用具
コートは、幅3m、長さ10mで、通常、体育館などの床に人工芝のマットを敷いて設置する。ネットは、高さ50cmの組み立て式のものを使用する。
ラケットは、長さ50cmの、硬式のテニスラケットを縮小した形状のものを使用する。ボールは、直径6cm弱のゴム製。ソフトテニスのボールと似ているが、小さくやや硬めである。
ヤクルト商事が、公認用具の総販売元となっている。

## ルール
競技の種類として、シングルス、ダブルス、1分間で何回ラリーが続くかを競う「BTラリー戦」がある。
サービスは1球のみで、対角線のコートに入れる。両足をコートにつけて、腰よりも低い高さで打たなければならない。4打目からはボレーをすることもできる。
ダブルスでは、卓球と同じように、4人が交互に打たなければいけない。
試合は、テニスと同様に4ポイント先取すると1ゲームを取ることができる。3-3になった場合はジュースになり、2ポイント連取する必要がある。9ゲームマッチ（シニアは7ゲーム）で行われ、5ゲームを先取すれば勝ちとなる。4-4になったときはタイブレークゲームを行い勝敗を決める。